# Kadłubski Piec
Kadłubski Piec – przysiółek wsi Kadłub w Polsce położony w województwie opolskim, w powiecie strzeleckim, w gminie Strzelce Opolskie.